# Proces sygnałowy
Proces sygnałowy – proces stochastyczny {\displaystyle \left(X_{t}\right)_{t\geqslant 0},} gdzie {\displaystyle X_{t}} jest liczbą zdarzeń losowych w przedziale {\displaystyle [0,t).}
Zarówno zmienne losowe {\displaystyle X_{t}} oraz {\displaystyle X_{t}-X_{s}} dla {\displaystyle t>s} przyjmują wartości naturalne.
Przykładem procesu sygnałowego jest proces Poissona.